# Tyneside Amateur League
Tyneside Amateur League är en engelsk fotbollsliga baserad runt floden Tyne. Den har en division, kallad Division 1, som ligger på nivå 14 i det engelska ligasystemet.
Ligan är en matarliga till Northern Football Alliance.

## Mästare
| Säsong  | Division 1            | Division 2              |
| ------- | --------------------- | ----------------------- |
| 2003/04 | Winlaton Vulcan Inn   | The Bush Wallsend       |
| 2004/05 | Winlaton Vulcan Inn   | Ryton Reserves          |
| 2005/06 | Winlaton Vulcan Inn   | Blyth Town Reserves     |
| 2006/07 | Winlaton Vulcan Inn   | Forest Hall             |
| 2007/08 | Forest Hall           | Killingworth YPC Town   |
| 2008/09 | Killingworth YPC Town | Blakelaw Crofters Lodge |
| 2009/10 | Wincanton Vulcan Inn  | Whickham Lang Jacks     |
| 2010/11 | Whickham Lang Jacks   | Blyth Isabella          |
| 2011/12 |                       |                         |